# Корија дел Рио
Корија дел Рио (шп. Coria del Río) град је у Шпанији у аутономној заједници Андалузија у покрајини Севиља. Према процени из 2017. у граду је живело 30 418 становника.

## Становништво
Према процени, у граду је 2017. живело 30 418 становника.
| 2006.  | 2009.  | 2011.  | 2017.  |
| ------ | ------ | ------ | ------ |
| 26.499 | 28.100 | 29.284 | 30.418 |